# レイモンド・ラフッド
レイモンド・ラフッド（英語：Raymond LaHood、1945年12月6日 - ）は、アメリカ合衆国の政治家。イリノイ州選出連邦下院議員、第16代アメリカ合衆国運輸長官を務めた。

## 生い立ちと初期の経歴
1945年12月6日にイリノイ州ピオリアにおいて誕生した。父親のエドワード・M・ラフッドはレバノン系アメリカ人で、母親のメアリー・A・ヴォーゲルはドイツ系アメリカ人であった。ラフッドはイリノイ州ピオリアのスポールディング高校を卒業し、1971年にブラッドリー大学で教育学の学士号を取得した。
ラフッドは学校教師とロックアイランド郡青年局長を経て、1977年から1982年まで連邦下院議員トム・レイルスバックの補佐官を務めた。ラフッドは1982年から1983年までイリノイ州下院議員を務めた後、1983年から1994年までロバート・ミシェル連邦下院議員の補佐官を務めた。ラフッドはアメリカ共和党穏健派が構成するメインストリート派に加わった。

## アメリカ合衆国下院議員
| 年     |  | 民主党候補       | 得票   | %  |  | 共和党候補 | 得票    | %   |       |
| ------ |  | ---------------- | ------ | -- |  | ---------- | ------- | --- | ----- |
| 1994年 |  | スティーヴンズ   | 78,332 | 39 |  | ラフッド   | 119,838 | 60  | [ 6 ] |
| 1996年 |  | カラン           | 98,413 | 41 |  | ラフッド   | 143,110 | 59  |       |
| 1998年 |  | （候補者なし）   |        |    |  | ラフッド   | 158,175 | 100 | [ 7 ] |
| 2000年 |  | ハラント         | 85,317 | 33 |  | ラフッド   | 173,706 | 67  |       |
| 2002年 |  | （候補者なし）   |        |    |  | ラフッド   | 192,567 | 100 |       |
| 2004年 |  | ウォーターワース | 91,548 | 30 |  | ラフッド   | 216,047 | 70  |       |
| 2006年 |  | ウォーターワース | 73,052 | 33 |  | ラフッド   | 150,194 | 67  |       |

ラフッドはロバート・ミシェル連邦下院議員の引退を受けて、その後任の座を獲得した。ラフッドは1994年に共和党革命の流れに乗じて、連邦下院議員選挙に勝利した。ラフッドはニュート・ギングリッチが中心となって作成した共和党の公約である「アメリカとの契約」に署名を行わなかった。
ラフッドは2006年イリノイ州知事選挙において、再選を目指すロッド・ブラゴジェビッチの対抗馬と目された。だが2005年8月18日にラフッドは州知事選挙への出馬を否定し、自身の選挙区以外のことはほとんど把握していないと述べた。
ラフッドは2006年の連邦下院議員選挙において、民主党のスティーヴ・ウォーターワースを得票率67パーセント対33パーセントで下した。ラフッドはエイブラハム・リンカーンの業績を強く支持し、リンカーンの生誕200年記念委員会の立ち上げに関する法律を起草した。ラフッドは加えてリンカーン大統領図書館の設置にも関与し、生誕200年記念委員会の委員15人とともに設置を後押しした。
2007年にラフッドは母校であるブラッドリー大学の学長選挙立候補を打診された。これはデイヴィッド・ブロスキー前学長の引退を受けてのものであったが、ラフッドはこの要請を辞退している。

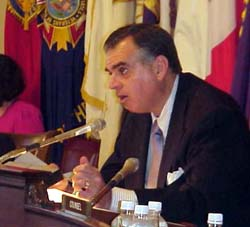
下院退役軍人委員会で質疑応答を行うラフッド下院議員

ラフッドの議会下院における投票行動に関しては、いくつかの市民団体がそれぞれの基準で評価を行った。2007年に保守派団体「成長クラブ」が実施した評価では、ラフッドの投票行動のうち成長クラブが好ましいと判断した投票は0パーセントであった。また同じく2007年に政府の浪費に反対する市民の会が実施した評価では、ラフッドの投票行動のうち政府の浪費に反対する市民の会が好ましいと判断した投票は11パーセントであった。
ラフッドは下院議員在任中に政治専門ケーブルチャンネルC-SPANに論客として最も多く出演した。ビル・クリントン大統領の弾劾手続きに際しては弾劾反対側の議員として司会進行役を務めた。
2007年7月26日にラフッドは翌年の下院議員選挙に立候補しないことを表明した。ラフッドは2009年1月の任期満了をもって下院議員を引退すると言及した。

## アメリカ合衆国運輸長官
2008年12月19日にバラク・オバマ次期大統領は次期運輸長官にラフッドを指名したと発表した。ラフッドの指名に関しては、気候変動問題やドーナツ化現象への対応が期待された。多くの批評家はラフッドの経歴に言及し、輸送に関する問題を扱った経験が少ないと指摘した。
ラフッドは運輸長官に指名された当時はアメリカ合衆国下院運輸社会基盤委員会の委員では無かった。またアメリカ合衆国下院歳出委員会では運輸予算の拠出に否定的であった。ラフッドのアメリカ合衆国運輸長官の起用に関しては、党の枠を超えて支持が集まった。また専門知識の少ないラフッドを起用したことはアメリカ合衆国運輸省の役割縮小を示唆するものと考えられた。2009年の主要政策討議においてアメリカ合衆国運輸省の重要度は低いものとなり、ラフッドには儀礼的な役割が期待された。運輸政策についてはアメリカ民主党所属の下院運輸委員会のジェイムズ・オバスター委員長がより大きな影響力を有しており、オバスター委員長には強い指導的役割が期待されていた。オバスター委員長はラフッドについてその気質や経営的才能を賞賛した。またラフッドは1990年代に運輸委員会に所属していた経験があり、オバスター委員長にはその当時のラフッドの人物像について質問が投げかけられた。これについてオバスター委員長はすぐには思い出せないと言葉を濁し、「私は、彼（ラフッド委員）が起草した法律について、詳細に述べることができない」と述べた。またオバスター委員長は「彼（ラフッド委員）は終始一貫して、チームプレイに努めてくれた」とも言及した。そしてオバスター委員長はラフッドについて「政策立案は骨の折れる仕事だが、きっと支援任務を果たしてくれるだろう」と期待を示した。
2009年1月21日にアメリカ連邦上院において発声投票で運輸長官就任が承認された。ラフッドはバラク・オバマ政権の閣僚における唯一の共和党員であった。

### トヨタ・バッシング
2009年から2010年にかけてのトヨタ・バッシング（トヨタ自動車の大規模リコール）の際にもアメリカ合衆国運輸長官として様々な対応を取った。なお2011年2月8日の運輸省最終報告ではトヨタ車に事故の原因と見られた欠陥は一切見つからなかったと公表された。